# Ivan Bandulavić
Ivan Bandulavić bio je hrvatski pisac i katolički svećenik iz franjevačkog reda. Djelovao je krajem 16. i početkom 17. stoljeća.

## Životopis
Za vrijeme boravka u Bologni počeo sastavljati djelo Pištole i Evanđelja priko svega godišta novo istomačena po razlogu Misala Dvora rimskoga. Najveći dio života djelovao je u Bosni i Dalmaciji. Bio je suvremenik Matije Divkovića. Prvi je bosanski franjevac koji je svoja djela tiskao latinicom i na hrvatskom jeziku.

### Članci
- Kolumbić, Nikica. 1983. Bandulavić, Ivan. Hrvatski biografski leksikon. Zagreb.  journal zahtijeva |journal= (pomoć)